# Morozumi Torasada
Morozumi Torasada est un nom japonais traditionnel ; le nom de famille (ou le nom d'école), Morozumi, précède donc le prénom (ou le nom d'artiste).
Morozumi Torasada (諸角虎定, né vers 1480 et mort le 18 octobre 1561) est un samouraï de la période Sengoku, général du clan Takeda. Il est également connu sous le nom de « Morozumi Bungo-no-kami Masakiyo » (諸角豊後守昌清).

## Biographie
Morozumi Torasada est l'oncle, ou le grand-oncle du daimyō Takeda Shingen.
En 1561, lors de la 4e bataille de Kawanakajima, face au clan Uesugi, il commande l'aile droite de l'avant-garde conduite par Takeda Nobushige. Ses hommes portent alors, sur leur sashimono, le mon du clan Takeda sur fond bleu. La tactique de Uesugi Kenshin, qui consiste à faire tourner ses troupes rapidement sur la ligne de front, cause de lourdes pertes dans l'avant-garde et en particulier dans l'unité de Morozumi Torasada. Afin d'éviter le déshonneur de la défaite et de sa capture, il s'est suicidé. La suite des événements lui donne tort puisque Takeda Shingen parvient à inverser le cours de la bataille.
Son suicide est particulier et reste inhabituel, car il l'aurait commis en déclenchant une mine dont l'explosion lui aurait détaché la tête qui serait retombée intacte. Toutefois, la présence de ce type d'armement à Kawanakajima n'est attestée par aucune source contemporaine. Par conséquent, sa mort pourrait résulter d'une explosion provoquée par le clan Uesugi . Si la question du suicide reste donc posée, sa tête est effectivement trouvée sur le champ de bataille. Elle est ramenée au clan Takeda par un de ses guerrier et par un rōnin de Mikawa.

## Postérité
Son nom se trouve parmi les Vingt-quatre généraux de Takeda Shingen dans certaines œuvres de l'ukiyo-e, notamment dans la série d'Utagawa Kuniyoshi.

## Source de la traduction
- (ja) Cet article est partiellement ou en totalité issu de l’article de Wikipédia en japonais intitulé « 室住虎光 » (voir la liste des auteurs).